# Południe (Kędzierzyn-Koźle)
Południe – osiedle administracyjne miasta Kędzierzyn-Koźle. 
Siedziba Rady Osiedla znajduje się przy ulicy Planetorza 1/1.
Leży w południowo-zachodniej części miasta, w rejonie ulicy Raciborskiej, w pobliżu Odry. Liczba mieszkańców w 2022 roku wynosiła 680.
Do 1975 roku obszar ten znajdował się na terenie miasta Koźle. 30 października 1975 włączony do miasta Kędzierzyn, przemianowanego 3 listopada 1975 na Kędzierzyn-Koźle.